# The Discovery
The Discovery (englisch für Die Entdeckung) ist eine US-amerikanische Science-Fiction-Romanze von Charlie McDowell, die am 20. Januar 2017 im Rahmen des Sundance Film Festivals ihre Premiere feierte.

## Handlung
Auch wenn der Neurologe Will Harbor lange von seinem Vater Dr. Thomas Harbor enttäuscht war, besucht er ihn, der sich nach heftigen Kontroversen aus der Öffentlichkeit zurückgezogen hat. Zwei Jahre zuvor hatte Harbor eine Vorrichtung zum Aufzeichnen subatomarer Wellenlängen erfunden, die einen menschlichen Körper nach seinem Tod verlassen. Damit hatte er bewiesen, dass es nach dem Sterben „etwas“ gibt. Obwohl Harbor das Ganze nur als eine separate „Existenzebene“ bezeichnet hatte, bevorzugten viele Menschen die Vorstellung von einer Art Himmel, wo das Leben nach dem Tod nur besser sein kann als das auf der Erde. Was Harbor nicht hatte vorhersehen können: Innerhalb von nur sechs Monaten nach seiner Entdeckung begingen mehr als eine Million Menschen Suizid.
Will hat vor, seinen Vater zu bitten, diesen gesellschaftlichen Wahnsinn zu stoppen, indem er seine eigene Forschung diskreditiert. Dr. Thomas Harbor lebt in Abgeschiedenheit hinter den verschlossenen Toren einer riesigen, fast palastartigen ehemaligen Fabrik auf einer Insel vor der Küste Neuenglands, umgeben von Personal und Patienten. Zu diesen gehören die neu angekommene Isla, die Will bereits auf der Fähre kennengelernt hat, Toby, Cooper und Lacey, eine exzentrische Anhängerin seines Vaters.

## Produktion

### Stab und Finanzierung

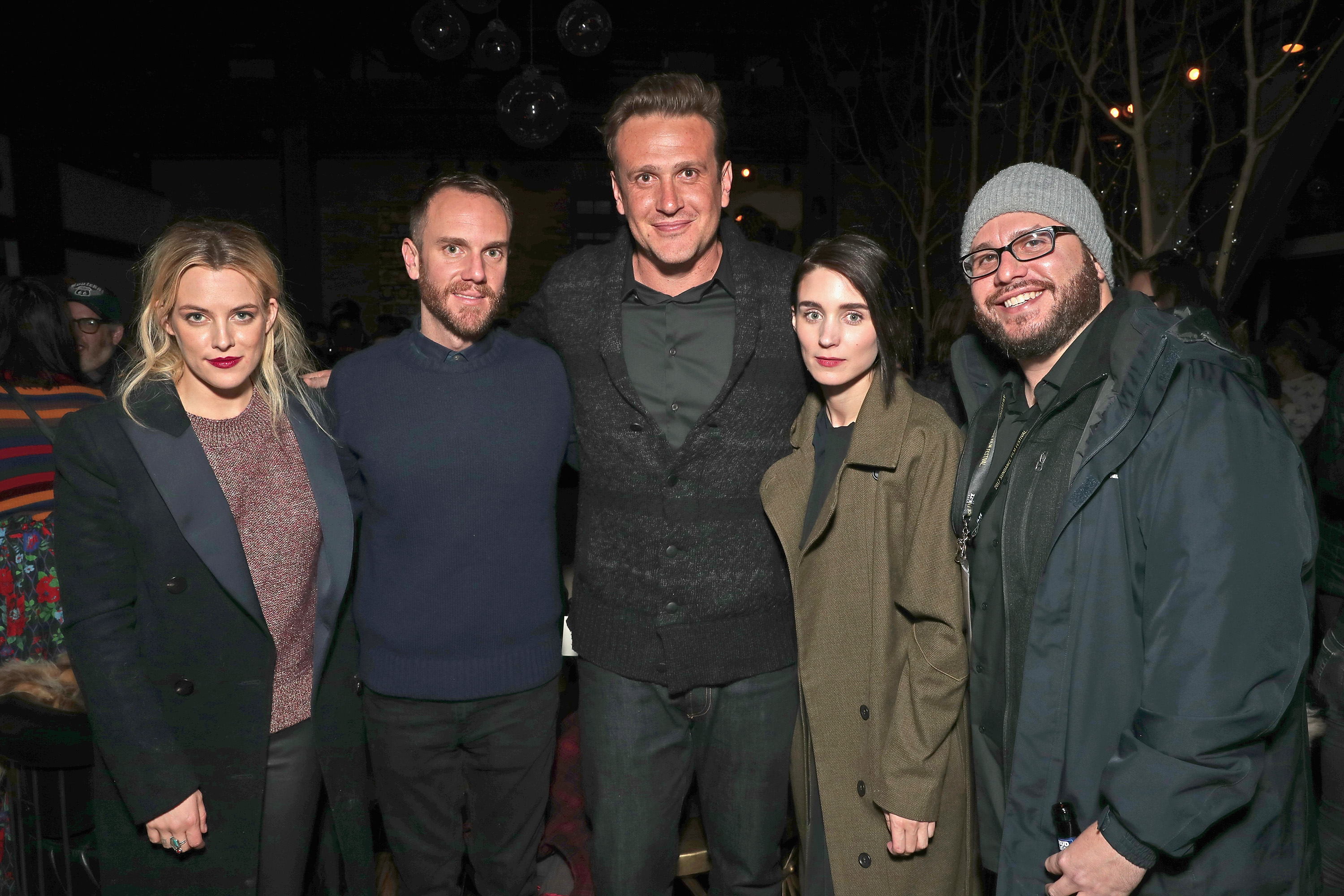
Teile des Stabs und der Besetzung bei der Premiere des Films beim Sundance Film Festival 2017

Die Produzenten des Films sind Alex Orlovsky von A-LO Films und James D. Stern von Endgame Entertainment. Ko-Finanzierungen übernahmen Endgame Entertainment und Protagonist Pictures. Charlie McDowell führte bei dem Film Regie und schrieb gemeinsam mit Justin Lader auch das Drehbuch.

### Besetzung und Synchronisation
Robert Redford spielt den Wissenschaftler Dr. Thomas Harbor, der eine überaus bedeutsame Entdeckung macht. Jason Segel ist in der Rolle seines Sohns Will zu sehen. Rooney Mara übernahm die Rolle von Isla, einer Frau mit tragischer Vergangenheit. Weitere größere Rollen übernahmen Jesse Plemons, Riley Keough und Ron Canada. In der deutschen Synchronisation spricht Kaspar Eichel Dr. Thomas Harbor, Dennis Schmidt-Foß seinen Sohn Will, und Kaya Marie Möller übernahm die Synchronisation von Isla.

### Dreharbeiten

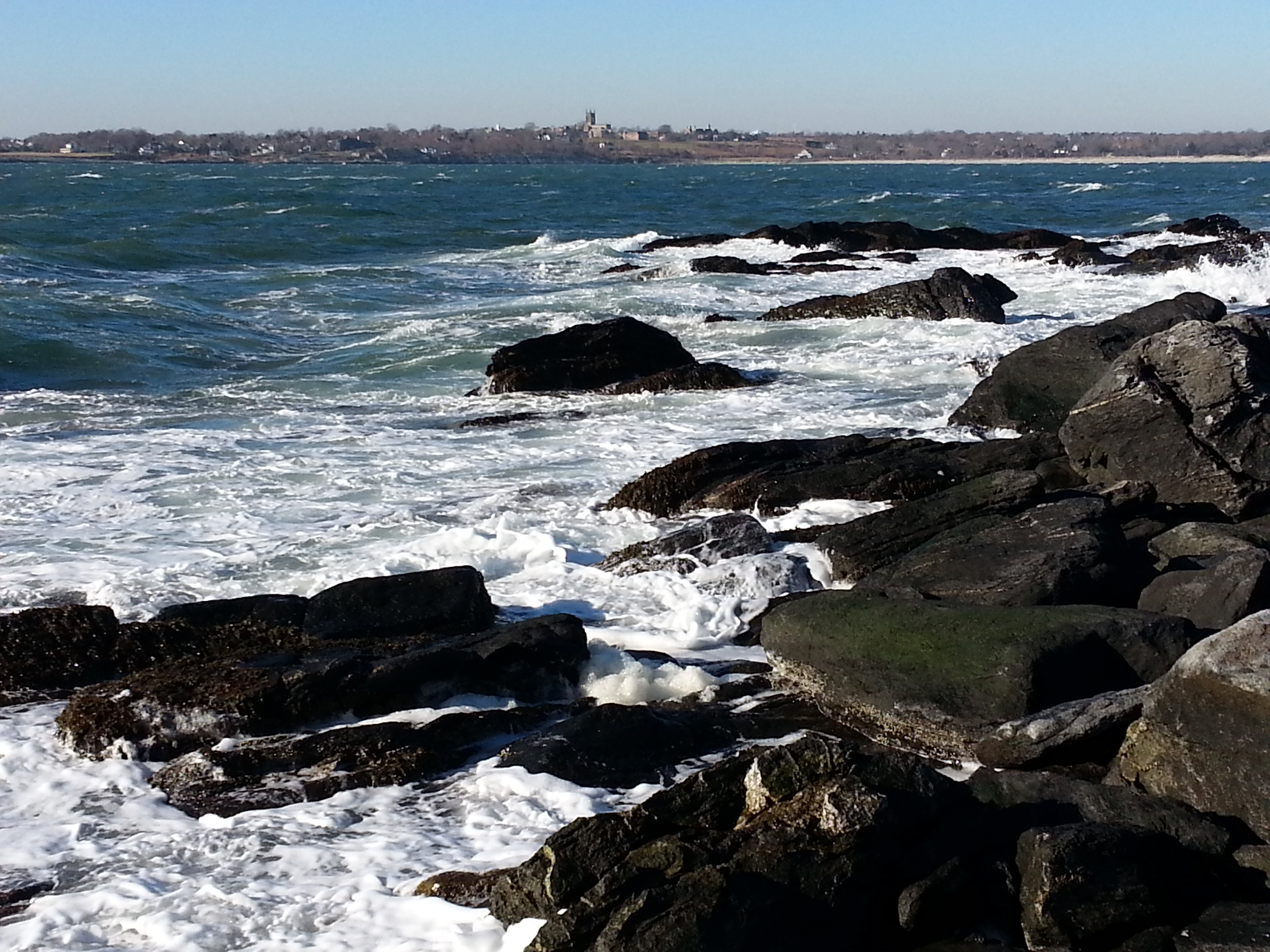
Einer der Drehorte: der Sachuest Beach bei Middletown auf Rhode Island

Die Dreharbeiten begannen am 28. März 2016 auf Rhode Island, der dort gelegenen Gemeinde Middletown, in der Stadt Newport und in der Inselhauptstadt Providence. Am 1. Mai 2016 wurden die Dreharbeiten beendet.

### Filmmusik
Die Filmmusik wurde von Danny Bensi und Saunder Jurriaans komponiert.

### Veröffentlichung
The Discovery feierte am 20. Januar 2017 im Rahmen des Sundance Film Festivals seine Premiere. Im Juni 2016 sicherte sich Netflix die weltweiten Vertriebsrechte des Films, um ihn ab 31. März 2017 in den USA zu veröffentlichen. Ab demselben Tag war der Film in Deutschland als Video-on-Demand verfügbar.

## Rezeption
Der Film wurde bislang von 46 Prozent der 63 Kritiker bei Rotten Tomatoes positiv bewertet. Die durchschnittliche Bewertung lag bei 5,6 von möglichen 10 Punkten.
Dennis Harvey von Variety erinnert der Film an letzte Arbeiten von Jeff Nichols, Mike Cahill, Brit Marling oder Zal Batmanglij.
Anke Sterneborg sieht in der ZEIT das Science-Fiction-Szenario des Films „als Ausgangspunkt für eine vielschichtige Reflexion über ethische und philosophische Fragen der menschlichen Existenz.“ Dieses Gedankenspiel wirke weit über den Film hinaus. „Die Fülle schlagfertiger und spitzfindiger Argumentationen mit romantischen Funken“ mache den Film zu einem „intellektuellen Vergnügen“, die Kamera sei suggestiv, das Spiel der Darsteller vielschichtig.
Dagegen hebt Karoline Meta Beisel in der Süddeutschen Zeitung zwar die prominente Besetzung hervor, kritisiert aber, der Regisseur nutze „seine Zeit nicht besonders weise“. Der Zuschauer komme viel früher als die Protagonisten zu zentralen Erkenntnissen, und der Schluss überrasche nur solche Zuschauer, „die noch nie von einem schlau konstruierten Science-Fiction-Film in die Irre geführt worden sind“.